# Jill Duijzer
Jill Duijzer (Papendrecht, 21 april 2003) is een voetbalspeelster uit Nederland. Ze speelt als doelverdediger voor KV Mechelen.

## Clubcarrière
Duijzer begon met voetballen bij Vv Drechtstreek. Vervolgens maakte ze vijf jaar deel uit van de jeugdacademie van Feyenoord voordat de club debuteerde in de Vrouwen Eredivisie. Vanaf 2019 begon ze met keepen bij het beloftenteam dat als opstart diende voor het elftal van Feyenoord. In 2022 maakte Duijzer de overstap naar het eerste elftal van Feyenoord.
Op 29 januari 2022 maakte Duijzer haar debuut voor Feyenoord in een KNVB Bekerwedstrijd tegen RKVV DSS.
Een debuut in de Vrouwen Eredivisie bleef uit waarna Duijzer overstapte naar het Belgische RSC Anderlecht. Hier begon ze als derde keepster, maar mocht ze op 1 oktober 2022 in een wedstrijd tegen Club YLA haar debuut maken door blessureleed bij de andere keepsters. Na afloop van het seizoen 2023/24 maakte Duijzer op 2 augustus 2024 de overstap naar competitiegenoot KV Mechelen.

## Statistieken
| Seizoen | Club           | Land      | Competitie   | Wedstrijden | Doelpunten |
| ------- | -------------- | --------- | ------------ | ----------- | ---------- |
| 2021/22 | Feyenoord      | Nederland | Eredivisie   | 0           | 0          |
| 2022/23 | RSC Anderlecht | Belgie    | Super League | 1           | 0          |
| 2023/24 | RSC Anderlecht | Belgie    | Super League | 0           | 0          |
| 2024/25 | KV Mechelen    | Belgie    | Super League | 0           | 0          |
| Totaal  | Totaal         | Totaal    | Totaal       | 1           | 0          |

Laatste update: 16 september 2024